# Flugplatz Dagverðará

i8
i11
i13
Der Flugplatz Dagverðará (ICAO-Code: BIDA) lag im Westen von Island in der Gemeinde Snæfellsbær.
Er wurde 1974 an der Südküste der Halbinsel Snæfellsnes südlich des Gletschers Snæfellsjökull angelegt.
Der Flugplatz Dagverðará wurde auch für Notfall- und Krankentransportflüge genutzt.

Er lag südlich Útnesvegurs  etwa 39 km westlich des Orts Hellnar.
Er hatte eine Schotter-Start- und -Landebahn 08/26 mit 500 × 20 m und wurde 2010 geschlossen.
Die Dagverðará ist ein Fluss, der am Südhang des Snæfellsjökull entspringt, und in der Bucht Básavík in Faxaflói fließt.
Auch der Bauernhof, auf dessen Land der Flugplatz lag, trägt diesen Namen.